# Coworking
Cotravail

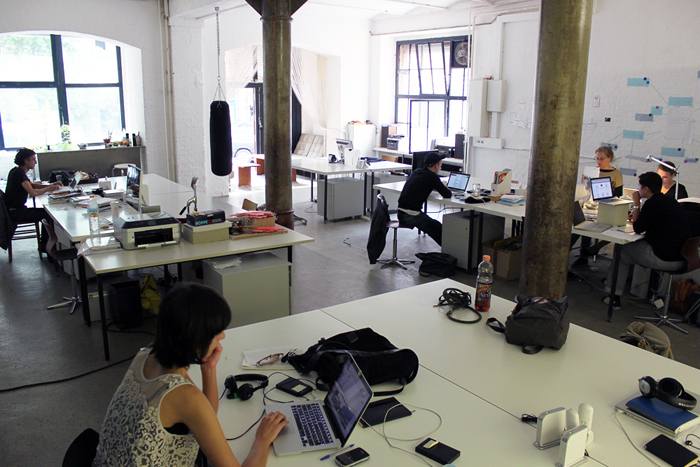
Espace de cotravail (ici à Berlin).

Le coworking, ou cotravail,, est une méthode d'organisation du travail qui regroupe un espace de travail partagé et un réseau de travailleurs pratiquant l'échange et l'ouverture ; juridiquement cela se traduit par une location d'espaces partagés de travail.
En d'autres termes, le cotravail qui constitue l'un des domaines de l'économie collaborative, laquelle est par essence non commerciale, est souvent présenté comme un contexte favorisant l'innovation.
Les espaces de cotravail sont en pleine expansion et jouent un rôle important en favorisant la structuration d'un véritable réseau de cotravailleurs facilitant à la fois échanges directs, réseautage, coopération et créativité.

## Sémantique; deux cas particuliers
Dans certains contextes, la notion de « coworking » peut aussi désigner :
- le fait de travailler de manière collaborative en couple (conjoints, parent-enfant, deux personnes ou plus de la même fratrie, etc.) dans un même bureau ou sur un même projet scientifique (c'est parfois une stratégie de carrière[6]) ;
- une situation réelle (ou modélisée) dans laquelle on fait (ou ferait) travailler de manière coopérative plusieurs robots conjointement[7], situation qui impose des règles parfois complexes de gestion des mouvements et des tâches, afin que les robots n'interagissent pas négativement entre eux.

## Histoire

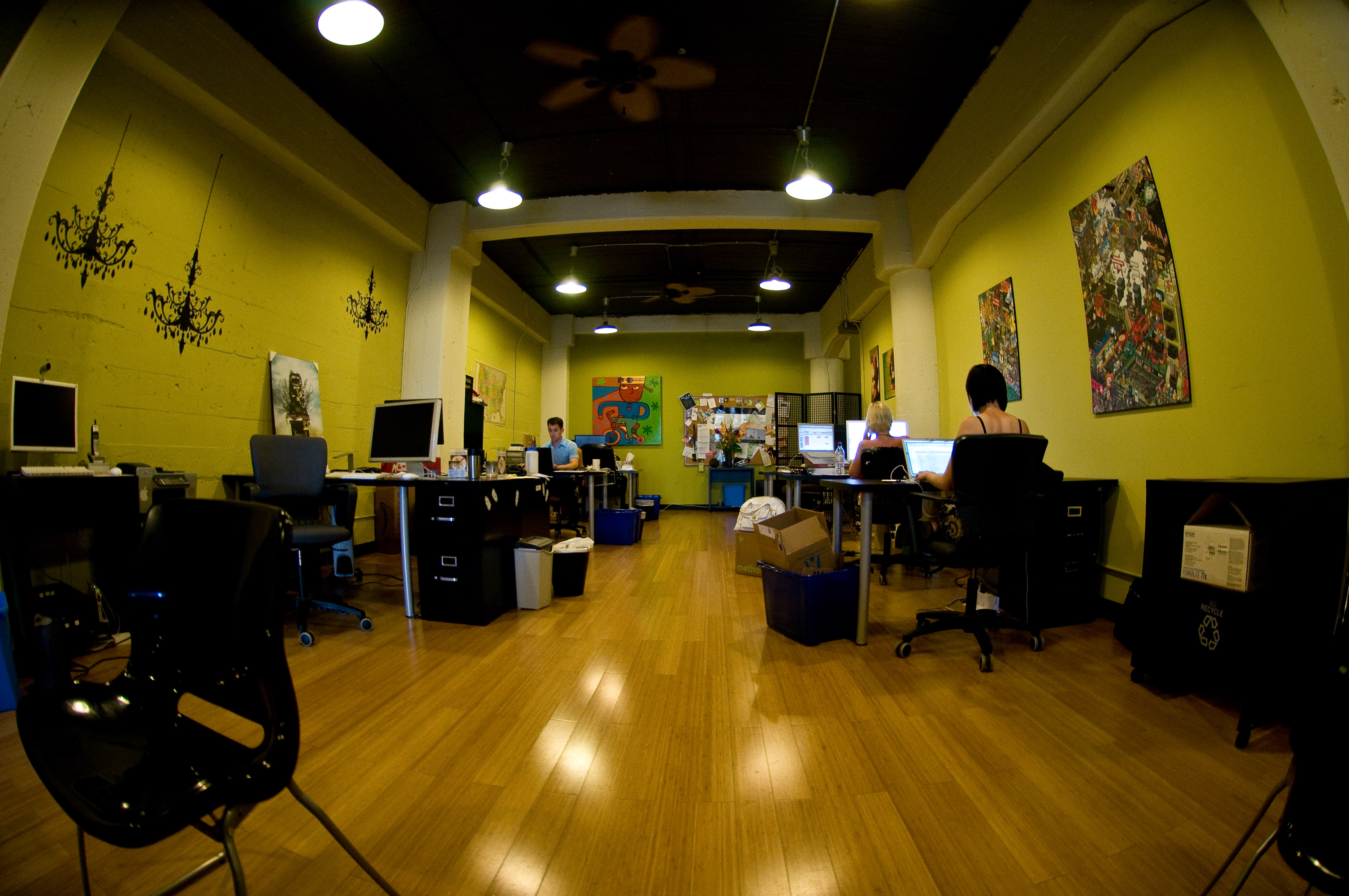
Espace de coworking à San Francisco, ville où est né le coworking en 2005.

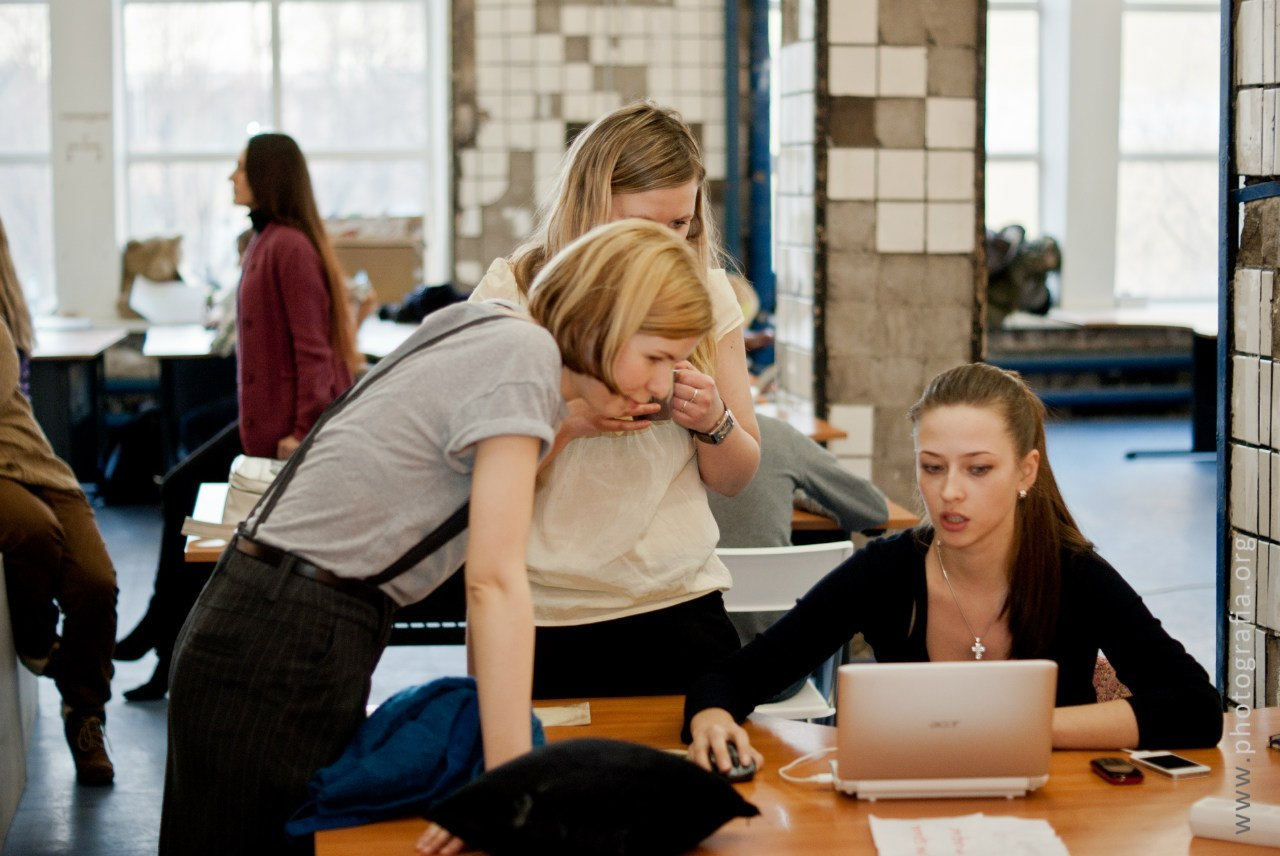
Le travail collaboratif spontané est favorisé par l'espace de coworking (ici à Saint-Petersbourg).

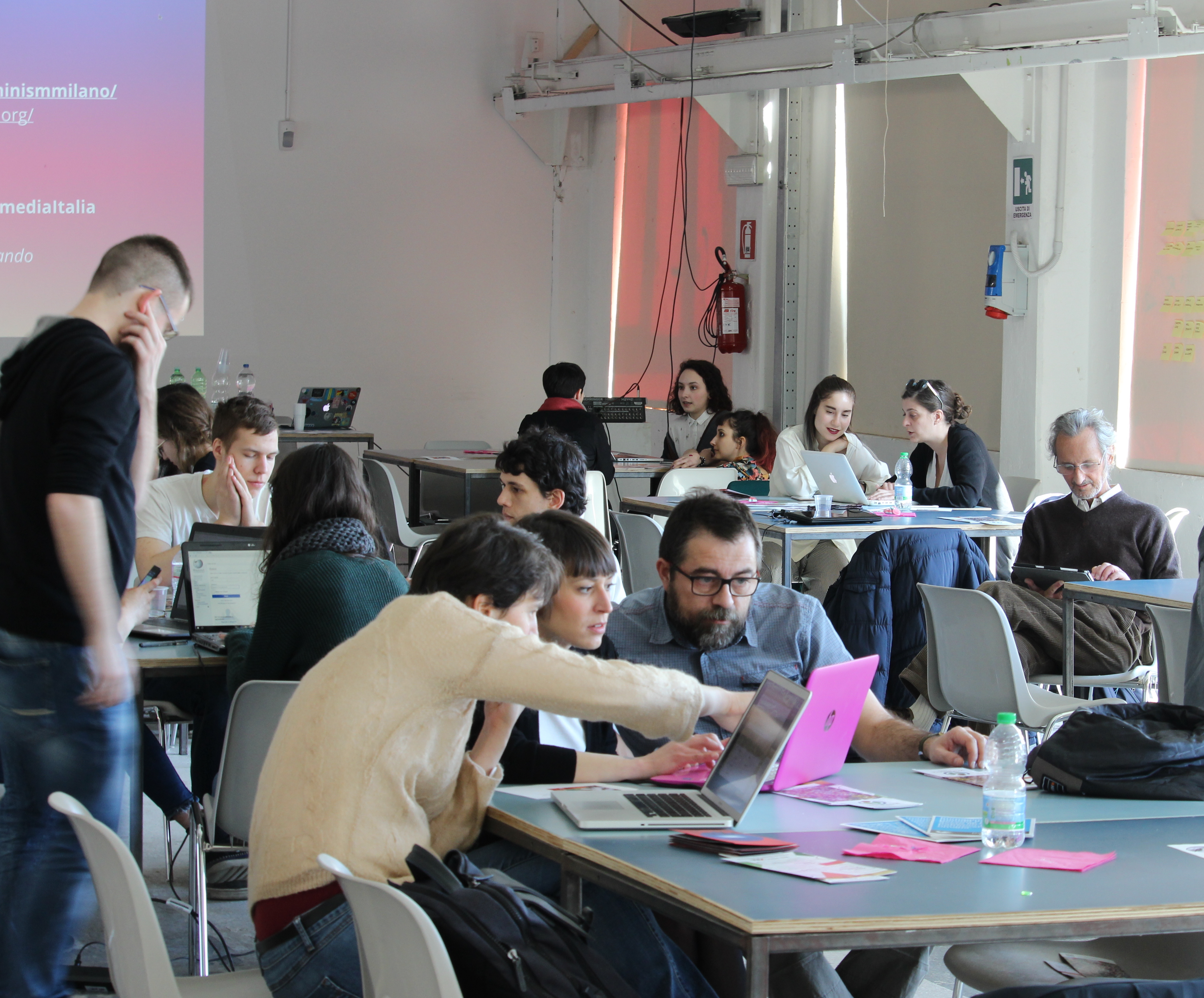
Les espaces de coworking se prêtent souvent à certains évènement de type hackathon (ici à Milan en Italie, sur le thème du féminisme où le public peut venir s'initier à l'écriture collaborative).

### Naissance
L'idée originelle était que dans un monde où l'Internet et les technologies mobiles permettent maintenant, pour de nombreuses tâches et métiers, de travailler partout et à tout moment, les travailleurs dits indépendants (freelance, intermittents…) sont néanmoins toujours à la recherche d'environnements de travail et de réseautage, favorisant la collaboration et stimulant l'esprit, mais permettant aussi une vie agréables et équilibrée, en limitant notamment le temps perdu dans les transports et la recherche de solutions déjà trouvées par d'autres, notamment en contexte de crise (comme en Grèce par exemple)). L'espace de coworking permet à ces travailleurs (ou étudiants parfois) de ne pas rester isolés chez eux et de trouver dans un lieu convivial et son réseau associé un espace libéral de socialisation, en partie comparable à celui d'une entreprise familiale ou une communauté d'intérêt.
Le contexte était celui d'une croissance rapide du nombre de travailleurs indépendants, qu'ils soient développeurs, concepteurs, blogueurs, architectes web, consultants en mercatique, autoentrepreneurs ou coentrepreneurs en devenir (réseau de l'économie sociale, libérale et solidaire). Nombre de ces métiers disposent d'affinités et de compétences pour la socialisation et/ou pour certains d'outils informatiques facilitant le travail à distance et collaboratif. Ces communautés de personnes souvent précaires et jeunes ont ainsi pu construire un réseau de solidarité et de partage, et mutualiser des outils, des savoirs et savoir-faire leur permettant de persister et de gagner en efficience, dans un environnement sécurisant, plus durable et citoyen.
Les promoteurs de ces lieux ont parfois pour référence historique les cafés de la Mitteleuropa et de Saint-Germain-des-Prés où artistes, écrivains et intellectuels pouvaient se retrouver dans un mélange créatif de travail et de convivialité ; mais l'origine de ces lieux vient plutôt des centres d'affaires avec services mutualisés et location de bureau à courte durée.
Les espaces de coworking sont cependant officiellement nés à San Francisco en 2005 mais des prototypes en existaient déjà au milieu des années 1990, dont les hackerspaces comme le C-BASE de Berlin, ou d’autres centres communautaires comme la Schraubenfabrik de Vienne en 2002. IBM France en utilisait dès 2000 en lieux de travail occasionnel sous le nom de bureaux de proximité.
Ces espaces de travail partagés, lieux « tiers » entre travail à domicile et travail en entreprise, s'étendent rapidement. D'abord urbains et plutôt situés dans les pays riches, ils se sont aussi développés, mais plus difficilement ou tardivement, en milieu rural et dans les pays émergents. Ils ont pour eux le confort du travail à domicile et la richesse sociale du travail au sein d'une communauté.

### Évolution
En 2011, l'ONU a publié un guide de coworking pour les travailleurs indépendants, les petites entreprises et les associations à but non lucratif qui travaillent en lien avec cette institution. Dans les années 2010, ils se développent de manière soutenue.
En 2017, près de 11 300 espaces de coworking sont répartis sur les cinq continents.
C'est en Europe qu'ils semblent les plus nombreux : près de 760. Il en existe 67 rien qu'en Allemagne, mais ils se développent rapidement dans les autres pays européens (progression annuelle d'août 2011 à août 2012 : 97 %). Les États-Unis, initiateurs, restent dynamiques. Les pays africains et sud-américains en créent maintenant aussi. Initié par les États-Unis, le marché mondial se segmente peu à peu, avec l’apparition de marques d'entrée de gamme et à l'opposé des offres luxueuses souvent situées dans des quartiers prestigieux. Ce domaine pourrait, dans les pays développés, concerner approximativement 10 % des travailleurs avant 2030.
Des études prospectives annoncent environ 26 000 espaces de coworking dans le monde en 2020.
De leur côté des entreprises testent ou favorisent cette forme de travail pour des raisons d'économie, de flexibilité et/ou pour dynamiser la créativité de leurs employés à travers les contacts et rencontres. Le tout pour un coût global (surface et services) souvent inférieur à un traditionnel bureau, ainsi qu'une ambiance plus qualitative couplée à des prestations larges.
Depuis 2020 et la crise du Covid, nombre d'acteurs souffrent de la chute drastique de fréquentation de leurs locaux. Mais ils demeurent encore une alternative au bureau traditionnel ou au télétravail. Pour les entreprises et leur comptabilité, le coworking se transforme en une variable d'ajustement sur deux optiques différentes : la résiliation d'abonnements due à l'absence de besoins à cause du télétravail, surtout à court terme, ou, à moyen terme, le souhait de louer ces solutions clef-en-main plutôt que la location traditionnelle de bureaux. Le télétravail ne satisfaisant pas tous les employés, certaines entreprises souhaitent proposer le choix entre cette solution à la maison, le bureau classique au siège ou le coworking souvent à proximité du lieu de résidence. Pourtant, les solutions développées par les acteurs de coworking de grands open-space avec densité élevée de personnes, ne correspondent plus aux exigences sanitaires : en augmentant la surface allouée à chaque locataire, les marges du coworking pourraient baisser sévèrement.

## Philosophie et analyses critiques
Le cotravail se présente généralement comme participant actif d'une culture, proche de l'économie sociale et des modèles coopératifs, voire de l'entrepreneuriat social, de la culture du libre, de l'open-source, du peer to peer et de l'open innovation, mais toujours également sous-tendue par le souci d'instaurer les conditions plus agréables de travail, voire de nouvelles formes de travail et d'apprentissage avec les pairs, plus altruiste et plus soucieuses des communs ; voire contre le modèle classique de l'entreprise. Dans un lieu hybride, le coworking refonde la gestion et l'organisation du travail ou au moins le déspatialise ou « re-spatialise » le travail.
Pour les sociologues canadiens Greig de Peuter, Nicole S Cohen & Francesca Saraco (2017) cette culture est néanmoins intrinsèquement socialement et politiquement ambivalente ; le coworking, né d'un contexte politico-économique libéral changeant auquel a certes permis aux coworkers de s'adapter avec plus de souplesse à un marché du travail encore durci par la crise de 2007 et une tendance générale à l'auto-entrepreneuriat qui isole et fragilise les travailleurs (en 2015, au Royaume-Uni environ 80% des autoentrepreneurs vivent dans la pauvreté), mais il tend maintenant à se « marchandiser », renforçant finalement involontairement et paradoxalement la tendance à la flexibilisation et précarisation du travail. Même si le coworking (en tant qu'espace de mutualisation et souvent d'entraide) permet de vivre mieux avec moins en combattant les effets de la précarisation, selon ces auteurs les significations associées au coworking montrent des tensions entre une identité d'alternative au modèle de l'entreprise et une « récapitulation des normes néolibérales ». Le Coworking reste néanmoins selon eux « une étape pour la performance de la socialité du réseau » et « une plate-forme d'action collective ». Malgré tout, après quelques années de recul, l'esprit communautaire développé par le coworking se voit critiqué : « la sociabilisation devient une injonction » au détriment parfois de l'efficacité et de la productivité nécessaire au travail individuel. Serge Trigano, fondateur des Mama Works commente ce point en affirmant que « vie privée et travail seront de plus en plus amenés à être perméables ».
En 2015, McRobbie questionne ce qu'il dénomme le travail passionné (pas ou peu payé et qui ne compte pas ses heures), qui semble parfois être une « illusion néolibérale », quand le système politique favorise le coworking pour les jeunes comme dispositif où ils doivent se prendre en charge, et comme instrument discret d'une réforme du travail court-circuitant l'ancien monde du syndicalisme en créant une voie de passage du travail «normal» au travail «anormal» et à une « flexploitation » croissante.
Face à ce risque et à ce que Ross nomme les [« coûts cachés » de ce mode de travail autour de Michel Bauwens et d'autres, des réflexions et expérimentations visent à faire mieux connaitre et reconnaitre, et valoriser le « travail immatériel » et les communs qui se construisent dans ces réseaux dont la société et l'économie profitent souvent sans les rétribuer ; en faveur d'idéaux et de pratiques du travail plus justes, équitables et écologiquement soutenable.
Le coworking peut être analysé comme une alternative entre le travail à domicile et le travail au bureau de type - Aménagement en open space.

## Alternative aux formes pyramidales du travail
Alors que la notion de travail est brouillée et qu'émerge un imaginaire « post-travail », selon l'OIT, le travail évolue rapidement, et selon certains le coworking fait partie des expérimentations qui remettent fondamentalement en question les anciennes formes et théories pyramidales du travail. Aujourd'hui, le travail se fait en réseau par une agrégation ponctuelle de compétences s'associant et se dissociant selon les projets, plus rapide et flexible que les structures très hiérarchisées des entreprises, le réseau remplaçant potentiellement l'entreprise.
Pour le prospectiviste Jeremy Rifkin (qui a annoncé la fin du travail tel qu'on l'a connu depuis la révolution industrielle), le coworking est l'une des formes de « pouvoir latéral » qui avec le peer-to-peer se développeront nécessairement en profitant des énergies nouvelles et de l'internet, notamment via des espaces collaboratifs qui pourront selon lui contribuer à une troisième révolution industrielle, voie hybride entre capitalisme et économie collaborative.

## Coworking et nouvelles technologies
Le travail collaboratif et en réseau est un mouvement de fond porté par l'expansion des nouvelles technologies (Internet en particulier), dont profitent des entreprises spécialisées dans ce type de service. De nombreux outils se sont développés dans ce secteur. En premier lieu il y a eu le service cloud Tandoori de l'entreprise Spicesoft qui a été leader au début de la structuration du marché entre 2014 et 2018, mais depuis 2018 beaucoup de nouveaux entrants avec des outils bien plus faciles à intégrer entre eux ont vu le jour. Certains comme Flitdesk, ou encore Cobot permettent de gérer la réservation en ligne, la facturation automatique, la gestion du contrôle d'accès, l'administration générale comme le wifi, les imprimantes, etc., ce qui allège considérablement les coûts de gestion des sites par rapport aux immeubles traditionnels.

### Cotravail en France

Espaces de coworking en France.

En 2007 nait la Boate à Marseille[réf. souhaitée]. En 2008 la Cantine et la Ruche à Paris suivent,. Par la suite, des lieux sous d'autres marques comme un centre Kwerk en 2013, ou même le français Remix Coworking la même année,.
Historiquement, les espaces de coworking français étaient des espaces uniques, créés par des collectifs d'indépendants et/ou des collectivités. Puis parallèlement à ce développement hétérogène, des réseaux structurés d'espaces voient le jour.
En France, plus de 100 000 personnes travaillent ou ont déjà alors travaillé en espace de coworking. Le pays se classe au 6e rang mondial pour ce qui est du nombre d'espaces de coworking ; on en comptait plus de 250 en 2016 dont 30 à Paris vers la seconde moitié des années 2010, puis 700 dont 250 en Ile-de-France à fin 2018, avec des taux de remplissages élevés,.
En 2014 la pratique du coworking devrait continuer de croître puisqu'il y a en Île de France 6 millions de m² de bureaux vacants selon une enquête,. Pour cette même année, l'enquête relève que près de 35 % des acteurs occupent leur espace de coworking pendant au moins un an et 30 % restent jusqu'à deux ans. L'université Paris-Sud et l'Établissement public d'aménagement Paris-Saclay ont quant à eux créé le Proto 204, un tiers lieu comprenant des espaces de coworking, au sein du campus Paris-Saclay,.
En 2017, une étude estime à 600 le nombre d'espaces de coworking en France,. La station F est inauguré en juillet 2017 par le président Macron. L'année suivante ouvre sur 18 000 m2 ce qui est alors le plus grand espace d'Europe, à La Défense.

#### Domiciliation d'entreprises
Il faut distinguer la domiciliation d'entreprises, activité commerciale et régie par l'article R123-68 du code de commerce, de l'activité de cotravail.
En effet, ledit contrat de domiciliation est soumis à agrément, et doit mentionner les références dudit agrément prévu par l'article L.123-11-3 du code de commerce : « Nul ne peut exercer l'activité de domiciliation s'il n'est préalablement agréé par l'autorité administrative, avant son immatriculation au registre du commerce et des sociétés. ».

### Coworking en Suisse
Selon une étude immobilière réalisée par l'UBS, le nombre de postes de travail en collaboration augmente rapidement en Suisse en raison des besoins croissants en matière de flexibilité.

### Coworking aux Pays-Bas
L'origine du concept dans ce pays date de 2008 lorsque Martjin Roodkin ouvre à Amsterdam un espace design de travail.
À Amsterdam le coworking se développe rapidement ; un responsable de la ville estime qu'il a réduit les embouteillages de 20 % de 2009 à 2013.